# Легкий Микола Анатолійович
Легкий Микола Анатолійович (нар. 11.04.1955, Одеса) — український, французький шахіст, міжнародний майстер (1989), міжнародний гросмейстер (1994р).

## Результати виступів у чемпіонатах України
Микола Легкий зіграв у восьми фінальних турнірах чемпіонатів України, набравши загалом 51 очко з 91 можливого (+32-21=38) (без врахування результатів чемпіонату 1980 року)
| Рік  | Місто           | Турнір                 | + | − | = | Результат | Місце |
| ---- | --------------- | ---------------------- | - | - | - | --------- | ----- |
| 1977 | Житомир         | 46-й чемпіонат України | 4 | 2 | 3 | 5½ з 9    | 8     |
| 1979 | Дніпропетровськ | 48-й чемпіонат України | 5 | 2 | 2 | 6 з 9     | 5     |
| 1980 | Харків          | 49-й чемпіонат України |   |   |   | ? з 13    | ?     |
| 1981 | Ялта            | 50-й чемпіонат України | 3 | 2 | 9 | 7½ з 14   | 6     |
| 1984 | Київ            | 53-й чемпіонат України | 5 | 2 | 8 | 9 з 15    | — 4   |
| 1985 | Ужгород         | 54-й чемпіонат України | 8 | 3 | 3 | 9½ з 14   | 4     |
| 1986 | Київ            | 55-й чемпіонат України | 3 | 6 | 6 | 6 з 15    | 13    |
| 1987 | Миколаїв        | 56-й чемпіонат України | 4 | 4 | 7 | 7½ з 15   | 7 — 8 |

## Інші досягнення
- У складі збірної команди шахістів Чорноморського флоту — бронзовий призер командної першості ЗС СРСР.[3]

Найкращі результати в міжнародних змаганнях
- Одеса 1988 (1);
- Новий-Сад 1988 (11-22);
- Прага 1998 (1);
- Княжевець 1989 (2-3);
- Стара-Загора 1989, бічний т-р (2-2);
- чемпіонат Парижа 2000 (11);
- Метц 2002 (3-7);
- Відкритий чемпіонат Парижа 1996 (5-6-те місця.)
- Ело 1999—2496.[4]